# Evelyn Livingston Billings
Evelyn Livingston Billings (Melbourne, Victoria (Australia), 8 de febrero de 1918 − 16 de febrero de 2013) fue una doctora australiana.
Trabajó en el Departamento de Anatomía de la Universidad de Melbourne. También trabajó como pediatra. Billings, junto con su esposo John Billings, desarrolló el método Billings de control de la natalidad durante los años 1950 y 1960. El matrimonio viajó regularmente a los países del tercer mundo para promover y enseñar el método. Lyn Billings publicó ampliamente sobre el método, incluyendo el libro El Método Billings: control de la fecundidad sin fármacos o dispositivos.
En 1991 fue nombrada miembro de la Orden de Australia. Pertenecía a la Pontificia Academia para la Vida.

## Obras
- Evelyn Billings, Ann Westmore (1994). Billings Method: Controlling Fertility Without Drugs Or Devices. Gracewing Publishing. ISBN 9780852442623.